# Rodolfo Lanciani
Amedeo Rodolfo Giuseppe Filippo Lanciani (Roma, 2 gennaio 1845 – Roma, 21 maggio 1929) è stato un archeologo, ingegnere e topografo italiano.

## Biografia
Appartenente ad un'antica e nobile famiglia, originaria di Monticelli (dal 1872 Montecelio e dal 1937 Guidonia Montecelio) poi trasferitasi a Roma, Rodolfo era figlio di Pietro Lanciani, ingegnere ed architetto pontificio. È stato uno dei soci fondatori della Società romana di storia patria.
Dopo il matrimonio nel 1875 con la statunitense Ellen Rhodes – morta il 14 febbraio 1914 e da cui ebbe una figlia, Marcella, morta nel 1961 – sposò in seconde nozze la duchessa Teresa Maria Caracciolo (1855-1935), vedova del principe Marcantonio VI Colonna (1844–1912).
Rodolfo Lanciani morì a Roma il 21 maggio 1929; il 22 maggio furono celebrati i solenni funerali ed il 23 maggio fu commemorato al Senato, alla presenza di Benito Mussolini.
È sepolto a Roma, presso il "Pincetto Vecchio" del cimitero monumentale del Verano.
Il comune di Guidonia Montecelio gli ha dedicato il Museo Civico Cittadino situato presso l'ex Convento San Michele a Montecelio su Colle Albano.

## Carriera
Dopo essersi laureato in filosofia e matematica nel 1865 e poi in ingegneria nel 1868 presso l'Università di Roma, si occupò principalmente dell'antica Roma e fu segretario della Commissione Archeologica Comunale, dalla sua fondazione nel 1872, e ingegnere della Direzione Generale dei Musei e Scavi presso il Ministero della Pubblica Istruzione tra il 1887 e il 1890. Protagonista e testimone diretto di un periodo straordinario dell'esplorazione archeologica di Roma, durante il quale la febbre edilizia fu pari soltanto a quella del secondo dopoguerra, in questa attività poté seguire tutti i numerosi ritrovamenti avvenuti nel corso dei lavori per Roma capitale, che descrisse con grande vivacità, come quello del Pugile in riposo.
Nel decennio 1868–1878 esercitò la professione di ingegnere comunale di Montecelio, subentrando al padre finché non ebbe un incarico più prestigioso: infatti tra il 1878 e il 1927 per lui fu creata la cattedra di "Topografia Romana" all'Università di Roma e per i suoi meriti successivamente fu nominato senatore del Regno d'Italia il 3 giugno 1911.

## Gli studi
I risultati dei suoi studi sulla dislocazione dei monumenti antichi della città furono pubblicati tra il 1893 e il 1901 con il titolo Forma Urbis Romae: si tratta della pianta di tutti i resti conosciuti dell'epoca romana e fino al VI secolo, composta da 46 tavole in scala 1:1000. Benché nel tempo alcune interpretazioni di Lanciani siano state messe in discussione, l'opera, ora disponibile anche in rete, presenta un notevole interesse anche per i non specialisti, in quanto integra anche le sovrapposizioni moderne (strade, piazze, ville ecc.) agli edifici antichi.
Le sue ricerche di archivio e bibliografiche furono pubblicate tra il 1902 e il 1912 nei quattro volumi della "Storia degli Scavi di Roma e le Notizie intorno alle Collezioni Romane di Antichità", mentre altri volumi riguardanti i ritrovamenti dall'anno 1000 al 1879 sono stati recentemente pubblicati in sei volumi più un settimo di indici tra il 1989 e il 2002.
Manoscritti sono presenti nella Biblioteca Vaticana (pubblicati da Marco Buonocore) e il Fondo Lanciani dell'Istituto di Archeologia e Storia dell'Arte di Roma conserva cartelle di appunti, stampe, disegni e altri manoscritti.

## Pubblicazioni
- Rodolfo Lanciani, I Commentarii di Frontino intorno le acque e gli acquedotti, silloge epigrafica aquaria, Roma, Salviucci, 1880
- Rodolfo Lanciani, L'epoca d'oro del Rinascimento a Roma: le trasformazioni, i personaggi e le opere che hanno caratterizzato uno dei periodi più significativi della storia moderna della città  (titolo originale: The Golden Days of the Renaissance in Rome, from the Pontificate of Julius II to that of Paul III, Boston; New York, Houghton, Mifflin and Co., 1906), Roma, Newton & Compton, 2006.
- Rodolfo Lanciani, Nuove storie dell'antica roma (titolo originale: New Tales of Old Rome, Boston; New York, Houghton, Mifflin and Co., 1902), Roma, Newton & Compton, 2006. ISBN 88-5410-621-6
- Rodolfo Lanciani, L'antica Roma (titolo originale: Ancient Rome in the Lights of Recent Discoveries, Boston; New York, Houghton, Mifflin and Co., 1888), Roma, Newton & Compton, 2005. ISBN 88-5410-361-6
- Rodolfo Lanciani, Roma pagana e cristiana: la trasformazione della città attraverso i secoli, dai templi alle chiese, dai mausolei alle tombe dei primi papi (titolo originale: Pagan and Christian Rome, Boston; New York, Houghton, Mifflin and Co., 1892), Roma, Newton & Compton, 2004. ISBN 88-5410-074-9
- Rodolfo Lanciani, Rovine e scavi di Roma antica (titolo originale: The Ruins and Excavations of Ancient Rome: a Companion Book for Students and Travelers, London, Macmillan, 1897), Roma, Quasar, 1985. ISBN 88-8502-069-0
- Rodolfo Lanciani, La distruzione dell'antica Roma, Roma, A. Curcio, 1986